# (12844) 1997 JE10
(12844) 1997 JE10 est un astéroïde de la ceinture principale découvert en 1997.

## Description
(12844) 1997 JE10 a été découvert le 9 mai 1997 à Kashihara, sur l'île de Honshū au Japon, par Fumiaki Uto.

### Caractéristiques orbitales
L'orbite de cet astéroïde est caractérisée par un demi-grand axe de 2,99 UA, un périhélie de 2,82 UA, une excentricité de 0,06 et une inclinaison de 11,53° par rapport à l'écliptique. Du fait de ces caractéristiques, à savoir un demi-grand axe compris entre 2 et 3,2 UA et un périhélie supérieur à 1,666 UA, il est classé, selon la JPL Small-Body Database, comme objet de la ceinture principale.

### Caractéristiques physiques
(12844) 1997 JE10 a une magnitude absolue (H) de 12,5 et un albédo estimé à 0,221.